# Txema Mazet-Brown
Txema Mazet-Brown (* 14. März 2006 in Saint-Pierre, Réunion) ist ein neuseeländisch-britischer Snowboarder.

## Biographie
Mazet-Brown wurde als Sohn eines Franzosen und einer Britin auf Réunion geboren, zog mit seiner Familie jedoch im Alter von drei Jahren nach Raglan. Die Winter verbrachte die Familie in der französischen Heimat des Vaters, wo er mit 9 Jahren das Snowboarden erlernte. Drei Jahre später wurde er vom neuseeländischen Wintersportverband entdeckt und begann den Sport professionell auszuüben. Er gab sein internationales Wettkampfdebüt am 2. Oktober 2019 bei einem Wettkampf des Australian New Zealand Cups in Cardrona. Sein erstes internationales Großereignis bestritt Mazet-Brown drei Jahre später bei den Juniorenweltmeisterschaften in Leysin, wobei er im Big Air den 8. Platz belegte.
In den darauffolgenden Jahren startete er hauptsächlich bei Wettkämpfen im Europacup. Sein Weltcupdebüt feierte Mazet-Brown am 9. Dezember 2023 in Edmonton, wobei er als 43. die Weltcuppunkteränge deutlich verpasste.
2024 nahm er an den Olympischen Jugend-Winterspielen in Gangwon teil und erreichte mit Rang 9 im Big Air seine beste Platzierung. Bei den kurz danach stattfindenden Juniorenweltmeisterschaften in Livigno bzw. Mottolino gewann Mazet-Brown die Goldmedaille im Big Air.
Mit Beginn der Saison 2024/25 wechselte Mazet-Brown vom neuseeländischen zum britischen Skiverband.
Am 2. September 2024 gewann er mit Rang 12 beim Weltcup in Cardrona seine ersten Weltcuppunkte. Seine erste Platzierung unter den besten 10 erreichte er am 5. Januar 2025 in Klagenfurt.

## Erfolge

### Weltmeisterschaften
- Engadin 2025: 45. Slopestyle, 47. Big Air

### Weltcup
- Eine Platzierung unter den besten 10

### Juniorenweltmeisterschaften
- Leysin 2022: 8. Big Air, 25. Slopestyle
- Cardrona 2023: 25. Big Air, 37. Slopestyle
- Livigno/Mottolino 2024: 1. Big Air, 7. Slopestyle

### Olympische Jugend-Winterspiele
- Gangwon 2024: 9. Big Air, 19. Slopestyle

### Europacup
- 2 Siege

| Datum            | Ort   | Land    | Disziplin |
| ---------------- | ----- | ------- | --------- |
| 18. Februar 2023 | Davos | Schweiz | Big Air   |
| 15. Februar 2024 | Davos | Schweiz | Big Air   |

### Australian New Zealand Cup
- 2 Platzierungen unter den besten 10

### Weitere Erfolge
- 2 Podestplätze bei FIS-Wettkämpfen